# 牙槽

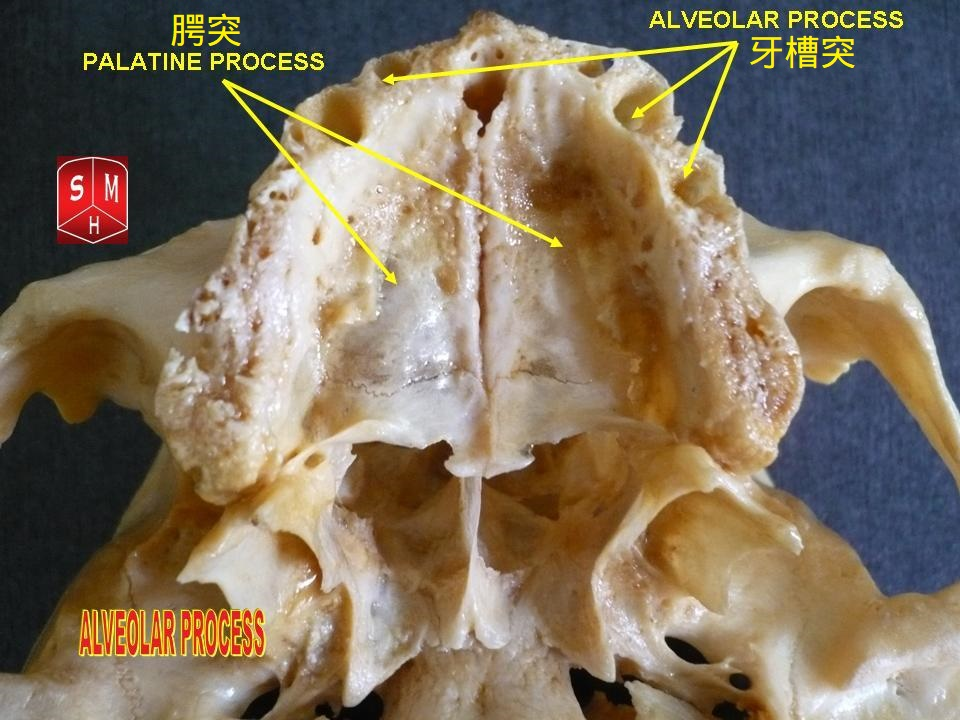
上颌骨牙槽突，從下方觀察

牙槽（dental alveolus，复数：alveoli）是位于上下颌骨中的牙根所嵌入的窝，牙根通过牙周韧带固定在牙槽突内。牙槽的通俗说法是“牙窝”（tooth socket）。连接牙根与牙槽的关节被称为“嵌合”。牙槽骨是包围牙根、形成骨窝的骨组织。
在哺乳动物中，牙窝位于上颌骨、前上頜骨和下颌骨中。

## 牙窝保存
牙窝保存，也称为牙槽嵴保存（alveolar ridge preservation，ARP），是一种在拔牙后减少骨质流失、以保存牙槽（牙窝）结构的手术方式。一种富血小板纤维蛋白（PRF）膜，含有促进骨组织生长的成分，可以缝合覆盖在伤口表面，或者将移植物材料或支架置入拔牙后的牙窝内。随后牙窝可直接缝合关闭，或用不可吸收或可吸收的膜覆盖后进行缝合。

## 病理学
牙槽的肿胀可能引发牙槽炎，导致口腔疼痛和不适。